# PL/1
PL/1 är ett programspråk utvecklat av IBM. PL/1 blev en produkt i mitten av 1960-talet och fick från början namnet NPL (New Programming Language). NPL ändrades snart till PL/1, som betyder Programming Language 1. PL/1 användes mest för vetenskapliga tillämpningar men kom även att användas för vissa affärstillämpningar. Språket är procedurorienterat, med namnrymder, innehåller grundläggande logiska element som IF THEN-ELSE, DO WHILE, DO UNTIL, SELECT, satsblock (DO-END) och viss avbrottshantering (till exempel ON ERROR), samt eget makrospråk. Dess styrka mot till exempel COBOL var att PL/1 implementerade avancerad text- och stränghantering samt logiska bitoperatorer.  Karakteristiskt för PL/1-språket är dess mycket omfattande grammatik med stor mängd tillval. På 1980-talet lanserades PL/1 även i en förenklad variant PL/80 för mikrodatorer.
Exempel på "Hello World" i PL/1:
```
HELLO:   PROCEDURE OPTIONS (MAIN);

             / * A PROGRAM TO OUTPUT HELLO WORLD * /
             FLAG = 0;

LOOP:     DO WHILE (FLAG = 0);        
            PUT SKIP DATA(HELLO WORLD!);
          END LOOP;

END HELLO;
```